# (5870) Baltimore
(5870) Baltimore es un asteroide perteneciente a asteroides que cruzan la órbita de Marte descubierto el 11 de febrero de 1989 por Eleanor F. Helin desde el Observatorio del Monte Palomar, Estados Unidos.

## Designación y nombre
Designado provisionalmente como 1989 CC1. Fue nombrado Baltimore en homenaje a la ciudad ubicada en la bahía de Chesapeake en Maryland. Para celebrar el bicentenario de su incorporación en 1797, en Baltimore se creó la Maryland Academy of Sciences, organización fundadora del Maryland Science Center, que también celebra su 200 aniversario. Baltimore también alberga el Instituto de Ciencias del Telescopio Espacial y la Universidad Johns Hopkins.

## Características orbitales
Baltimore está situado a una distancia media del Sol de 2,794 ua, pudiendo alejarse hasta 3,966 ua y acercarse hasta 1,622 ua. Su excentricidad es 0,419 y la inclinación orbital 28,90 grados. Emplea 1706,41 días en completar una órbita alrededor del Sol.

## Características físicas
La magnitud absoluta de Baltimore es 13,3. Tiene 7,54 km de diámetro y su albedo se estima en 0,215. 